# Alfara de la Baronia
Alfara de la Baronia település Spanyolországban, Valencia tartományban. Alfara de la Baronia Algar de Palancia, Algimia de Alfara, Sagunt és Segorbe községekkel határos. Lakosainak száma 614 fő (2024).

## Népesség
A település lakosságának változását az alábbi diagram mutatja:
| Lakosok száma | 503  | 487  | 515  | 538  | 570  | 545  | 535  | 557  | 606  | 614  |
|               | 2001 | 2004 | 2007 | 2009 | 2012 | 2014 | 2017 | 2019 | 2022 | 2024 |